# Robin Montgomerie-Charrington
Robin "Monty" Montgomerie-Charrington, geboren als Robert Victor Campbell Montgomerie (Mayfair (Londen), 23 juni 1915 – Moreton-in-Marsh, 3 april 2007), was een Brits autocoureur die onder andere in de Formule 1 uitkwam.
Montgomerie-Charrington nam deel aan de Grand Prix van België in 1952 voor het team van Aston Butterworth, maar viel uit en scoorde geen punten.
Hij emigreerde later naar de Verenigde Staten.